# Percy Thomas Etherton
Percy Thomas Etherton (* 4. September 1879 in Uckfield, Sussex; † 1963) war ein britischer Abenteurer, Diplomat und Offizier. Er übte zwischen 1918 und 1922 das Amt des Generalkonsuls in Kaschgar in der Provinz Xinjiang aus und widmete sich dort vor allem der aus seiner Sicht drohenden Gefahr des Bolschewismus.

## Karriere

### Politische Stationen
Etherton trat 1902 als Second Lieutenant der Royal Fusiliers (City of London Regiment) in die Britische Armee ein. Er kämpfte im selben Jahr im Zweiten Burenkrieg in Südafrika und lernte dort Lord Kitchener kennen. 1903 wechselte er zum Northamptonshire Regiment und wurde zum Dienst in Britisch-Indien abgestellt. 1904 wechselte er als Second Lieutenant der 78th Moplah Rifles in die Britisch-Indische Armee und wurde dort 1906 zum Lieutenant befördert. Von 1909 bis 1910 reiste er von Kaschmir in Britisch-Indien aus über Yarkand, Kaschgar, Chinesisch-Turkestan über die Himmelberge (Tian Shan) entlang der russischen Grenze nach Tschugutschak in die mongolischen Ausläufer des Altai-Gebirges und dann nach Überquerung der russischen Grenze mit der transsibirischen Eisenbahn zurück nach England. 1912 wurde er als Captain zu den 39th Garhwal Rifles versetzt. Während des Ersten Weltkriegs wurde sein Regiment an der Westfront und in Mesopotamien eingesetzt. Im Rahmen dieses Engagements diente Etherton 1915 in der Schlacht von Neuve-Chapelle. 1917 erhielt Etherton als Kommandant einer Bombing School den temporären Rang und 1918 den vollen Rang eines Majors.
Nach Ende des Ersten Weltkriegs wurde Etherton dann Mitglied der Kolonialverwaltung Indiens im Bereich der Informationsbeschaffung. Zwischen 1918 und 1922 war er britischer Generalkonsul und politischer Resident in Kaschgar. 1924 schied aus der Britisch-Indischen Armee aus und diente im Rang eines Lieutenant-Colonel von 1924 bis 1929 als Kommandant der 51st (London) Anti-Aircraft Brigade. Kurz vor dem Ausscheiden aus dem aktiven Militärdienst erhielt er Ende 1928 den Brevet-Rang eines Colonels.
Zwischen 1940 und 1946 war Etherton Chief Staff Officer von Admiral Sir Edward Evans.

### Kaschgar
Ethertons Zeit in Kaschgar war geprägt von seinem Kampf gegen den Bolschewismus. Dabei erhielt er kaum Unterstützung aus London. Eher war die britische Regierung darauf bedacht, Zurückhaltung zu üben. Schließlich wurde dann im März 1921 das anglo-sowjetische Handelsabkommen unterzeichnet. Jedoch wünschte sich die britisch-indische Regierung durchaus eine anti-bolschewikische Haltung von der Zentralregierung in Großbritannien.
Ursprung der Kaschgar-Mission war die Sorge vor deutschen und osmanischen Bemühungen, die Kontrolle im Mittleren Osten und Zentralasien zu übernehmen und damit Handelsrouten und Ressourcen zu kontrollieren. Etherton wurde zusammen mit Frederick Bailey und Stewart Blacker aufgrund seiner Reiseerfahrung von 1909 für die Mission ausgewählt. Nach dem Abschluss der Mission, die jedoch nur einen geringen Erfolg verbuchen konnte, blieb Etherton in Kaschgar und wurde der Nachfolger von Macartney. Dies jedoch auch nur, weil Frederick Bailey diesen Posten ablehnte.
P. T. Etherton stellte eine Schlüsselfigur bei der Einrichtung des Nachrichten- und Kommunikationsnetzwerkes des Konsulats dar, dessen Umfang kein nachfolgender Konsul übertreffen konnte. Die Informationen, die Etherton nach London übermittelte, wurden jedoch häufig als unbrauchbar klassifiziert, da lange Übertragungswege dafür sorgten, dass die Informationen mittlerweile veraltet oder aus anderen Quellen bereits eingetroffen waren.
Er betrieb viel Aufwand und verbrauchte viele Ressourcen, um gegen die Bolschewiken Propaganda zu betreiben und Agenten einzusetzen, die deren Einfluss in Zentralasien gering halten sollten. In seinem Buch In the Heart of Asia warnte er vor dem Einfluss der Bolschewiken und heroisierte sich für seinen Widerstand. Dabei schien keine drohende Gefahr von den Bolschewiken auszugehen, deren politische Möglichkeiten stark eingegrenzt waren und die erst versuchten, in Asien Fuß zu fassen. Es wird Etherton durchaus unterstellt, dass er eine Gefahrenlage nur fingiert hat, um weiterhin ein erhöhtes Budget für Geheimdienstaktivitäten zu erhalten.

### Die Mount-Everest-Expedition
Etherton war Sekretär und Hauptverantwortlicher der Everest-Expedition mit Douglas Douglas-Hamilton als Piloten, die 1933 stattfand. Er half angeblich sogar bei der Finanzierung des ersten Fluges über den Mount Everest. Er reiste über See und Land der Expedition hinterher und übernahm die Aufgabe, die Genehmigung für einen zweiten Flug über den Mount Everest bei den Verantwortlichen in Nepal zu beantragen und zu erhalten. Es bestand die Sorge, dass beim ersten Überflug die geplanten Fotografien und Studien nicht oder nur teilweise durchgeführt werden könnten, sodass ein weiterer Flugversuch dahingehend Sicherheit verschaffen sollte. Während die Flug-Mission sich dem Mount Everest von Süden her näherte, befanden sich zwei Kletter-Trupps auf dem Weg auf den Mount Everest von Norden und Osten aus.

## Werke

### Across the Roof of the World
Etherton schrieb Across the Roof of the World 1911 im Anschluss an seine Reise durch Asien und Russland. Dabei durchquerte er Gegenden, die zuvor noch nicht von einem Briten kartografiert worden waren, seine Beschreibungen der geographischen Gegebenheiten waren demnach nützlich. Bei seinen geschichtlichen Ausführungen ist jedoch nicht immer klar, welche Quellen er verwendet.

### In the Heart of Asia
In diesem Buch beschrieb Etherton seine Zeit als Konsul in Kaschgar. Es beinhaltete außerdem detaillierte Beschreibungen seiner Berichte. In vielen Stellen paraphrasierte Etherton sein altes Buch Across the Roof of the World und auch andere Bücher, die jedoch z. T. bereits 25 Jahre alt und längst nicht mehr aktuell waren.
Er veröffentlichte sein Buch ohne Rücksprache mit dem Foreign Office. Die Gesetzeslage besagte zwar, dass nur Mitarbeitende des Indian Government Service oder des Government of India in the Foreign and Political Department nicht über Inhalte mit der Presse reden dürften, erfreut war man über diese Veröffentlichung dennoch sicher nicht.
Dabei ließ er es nicht aus, sich selbst eine gute Kritik zu schreiben. Zu Teilen schreibt er Geschehnisse passend für sein Buch in Kapitel 8 um. Außerdem hebt er sich selbst für Dinge hervor, bei denen sein Einfluss nicht abschließend geklärt ist. So wurde Etherton von Clarmont Skrine dafür kritisiert, jede Aktion der chinesischen Grenzbeamten für sich selbst vereinnahmt zu haben.

## Kritik
Clarmont Skrine kann als einer der größten Kritiker Ethertons gesehen werden, der geradezu besessen von dessen Fehlern war. Clarmont Skrine war der Nachfolger Ethertons in Kaschgar und deckte Dubiositäten aus Unterlagen des Konsulats aus Ethertons Amtszeit auf. Daraus erkannte er, dass Etherton sich Geld aus den Bezügen der Regierung in die eigene Tasche gewirtschaftet hatte. Jedoch ist auch bei Skrine Vorsicht geboten, da dieser zuvor in Ethertons Schatten stand und selbst nicht lange in Kaschgar bleiben wollte.